# Śliwice (Otmuchów)
Śliwice (deutsch Schleibitz, auch Schleiwitz) ist ein Stadtteil von Otmuchów im Powiat Nyski in der Woiwodschaft Opole in Polen.

## Geographie

### Geographische Lage
Das Straßendorf Śliwice liegt im Südwesten der historischen Region Oberschlesien. Der Ort liegt etwa zwei Kilometer südlich der Stadt Otmuchów.
Śliwice liegt in der Nizina Śląska (Schlesische Tiefebene) innerhalb der Dolina Nysy Kłodzkiej (Glatzer Neiße-Tal). Der Ort liegt an der Świdna (dt. Grundwasser), einem rechten Zufluss der Weidenauer Wasser (poln. Widna). Nördlich des Dorfes fließt die Raczyna (Krebsbach).

### Nachbarorte
Nachbarorte von Wójcice sind im Westen Frydrychów (Friedrichseck), im Norden die Stadt Otmuchów (Ottmachau), im Südosten Wierzbno (Würben) und im Nordwesten Meszno (Mösen).

## Geschichte
In dem Werk Liber fundationis episcopatus Vratislaviensis aus den Jahren 1295–1305 wird der Ort erstmals als Slywicze erwähnt. Für das Jahr 1369 ist die Ortsbezeichnung Slywicz überliefert. 1580 bestanden im Ort eine Scholtisei und 10 Hufen.
Nach dem Ersten Schlesischen Krieg 1742 gelangte Schleibitz mit dem größten Teil Schlesiens an Preußen. 
Nach der Säkularisation des Fürstentums Neisse 1810 wurde die weltliche Herrschaft der Breslauer Bischöfe beendet. Mit der Neugliederung Schlesiens 1813 wurde Schleibitz, das bis dahin zum Regierungsbezirk Breslau gehörte, dem oberschlesischen Regierungsbezirk Oppeln eingegliedert. Ab 1816 gehörte es zum neu errichteten Landkreis Neisse, mit dem es bis 1945 verbunden blieb. 1845 bestanden im Dorf 31 Häuser. Im gleichen Jahr lebten in Schleibitz 176 Menschen, allesamt katholisch. 1855 lebten 418 Menschen in Schleibitz. 1865 bestanden im Ort eine Scholtisei, eine 3 Bauern-, 15 Gärtnerstellen und 7 Häuslerstellen. 1874 wurde der Amtsbezirk Rathmannsdorf gegründet, welcher die aus den Landgemeinden Friedrichseck, Krackwitz, Mösen, Ober Hermsdorf, Rathmannsdorf und Schleiwitz und den Gutsbezirken Friedrichseck, Ober Hermsdorf, Rathmannsdorf und Schleiwitz bestand. 1885 zählte Schleibitz 187 Einwohner.
1933 lebten in Schleibitz 273 sowie 1939 285 Menschen.
Als Folge des Zweiten Weltkriegs fiel Schleibitz 1945 an Polen, wurde in Śliwice umbenannt und der Woiwodschaft Schlesien angeschlossen. Die deutsche Bevölkerung wurde vertrieben. 1950 wurde es in die Woiwodschaft Oppeln eingegliedert. 1999 kam es zum wiederbegründeten Powiat Nyski. Am 1. Januar 2018 wurde Śliwice in die Stadt Otmuchow eingemeindet.